# Le Bois-Hellain
Pour les articles homonymes, voir Bois (homonymie) et Bois (communes).
Le Bois-Hellain est une commune française située dans le département de l'Eure en région Normandie.

## Géographie

### Localisation
Le Bois-Hellain est une commune située dans l'ouest du département de l'Eure et limitrophe de celui du Calvados.
Selon l'atlas des paysages de Haute-Normandie, elle appartient à la région naturelle du Lieuvin. Toutefois, l'Agreste, le service de la statistique et de la prospective du ministère de l'Agriculture, de l'Agroalimentaire et de la Forêt, la classe au sein du pays d'Auge (en tant que région agricole).
Le village, qui occupe un territoire fortement marqué par les haies bocagères, est à 3 km au nord de Cormeilles, à 19 km au nord-est de Lisieux, à 54 km au sud-ouest de Rouen et à 55 km à l'est de Caen.

### Communes limitrophes
Les communes limitrophes sont Bonneville-la-Louvet, La Chapelle-Bayvel, Martainville et Saint-Pierre-de-Cormeilles.
| Bonneville-la-Louvet (Calvados) | Martainville               |                    |
| Bonneville-la-Louvet (Calvados) | Bois-Hellain               | La Chapelle-Bayvel |
|                                 | Saint-Pierre-de-Cormeilles | La Chapelle-Bayvel |

### Hydrographie
La commune est située dans le bassin Seine-Normandie. Elle est drainée par le Douet Baron,.

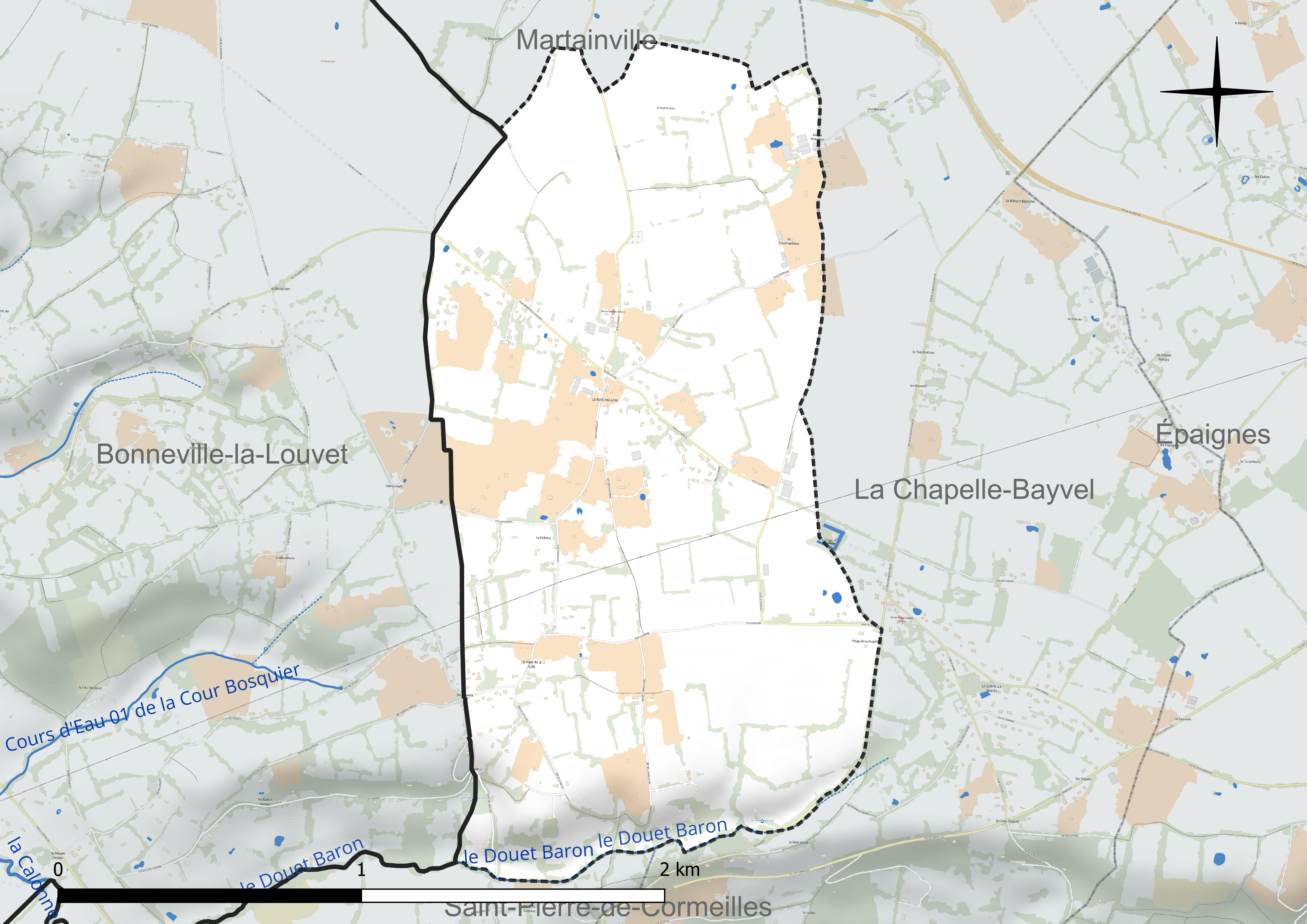
Réseau hydrographique du Bois-Hellain.

### Climat
Pour des articles plus généraux, voir Climat de la Normandie et Climat de l'Eure.
En 2010, le climat de la commune est de type climat océanique franc, selon une étude du CNRS s'appuyant sur une série de données couvrant la période 1971-2000. En 2020, Météo-France publie une typologie des climats de la France métropolitaine dans laquelle la commune est exposée à un climat océanique et est dans la région climatique Côtes de la Manche orientale, caractérisée par un faible ensoleillement (1 550 h/an) ; forte humidité de l’air (plus de 20 h/jour avec humidité relative > 80 % en hiver), vents forts fréquents. Parallèlement le GIEC normand, un groupe régional d’experts sur le climat, différencie quant à lui, dans une étude de 2020, trois grands types de climats pour la région Normandie, nuancés à une échelle plus fine par les facteurs géographiques locaux. La commune est, selon ce zonage, exposée à un « climat contrasté des collines », correspondant au Pays d’Auge, Lieuvin et Roumois, moins directement soumis aux flux océaniques et connaissant toutefois des précipitations assez marquées en raison des reliefs collinaires qui favorisent leur formation.
Pour la période 1971-2000, la température annuelle moyenne est de 10,4 °C, avec  une amplitude thermique annuelle de 13 °C. Le cumul annuel moyen de précipitations est de 930 mm, avec 13,5 jours de précipitations en janvier et 9,1 jours en juillet. Pour la période 1991-2020, la température moyenne annuelle observée sur la station météorologique la plus proche, située sur la commune de Boulleville à 10 km à vol d'oiseau, est de 11,3 °C et le cumul annuel moyen de précipitations est de 851,2 mm,. Pour l'avenir, les paramètres climatiques de la commune estimés pour 2050 selon différents scénarios d’émission de gaz à effet de serre sont consultables sur un site dédié publié par Météo-France en novembre 2022.

### Milieux naturels et biodiversité

#### Natura 2000
- Le haut-bassin de la Calonne[13].

#### ZNIEFF de type 1
- Le douet Baron et les prés cateaux[14].

#### ZNIEFF de type 2
- La haute vallée de la Calonne[15]

## Urbanisme

### Typologie
Au 1er janvier 2024, Le Bois-Hellain est catégorisée commune rurale à habitat dispersé, selon la nouvelle grille communale de densité à 7 niveaux définie par l'Insee en 2022.
Elle est située hors unité urbaine et hors attraction des villes,.

### Occupation des sols

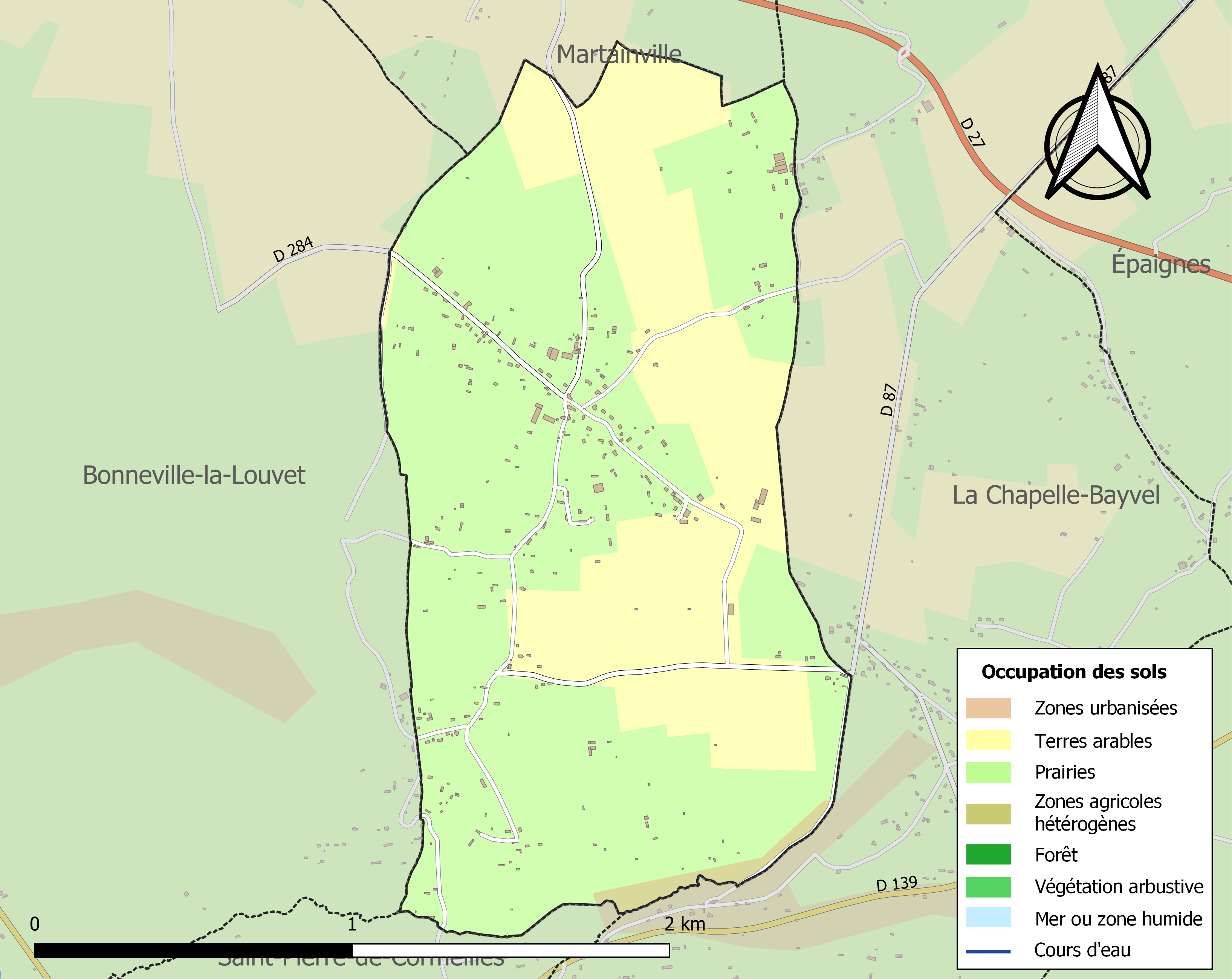
Carte des infrastructures et de l'occupation des sols de la commune en 2018 (CLC).

L'occupation des sols de la commune, telle qu'elle ressort de la base de données européenne d’occupation biophysique des sols Corine Land Cover (CLC), est marquée par l'importance des territoires agricoles (100 % en 2018), une proportion identique à celle de 1990 (100 %). La répartition détaillée en 2018 est la suivante : 
prairies (66,8 %), terres arables (32,1 %), zones agricoles hétérogènes (1 %). L'évolution de l’occupation des sols de la commune et de ses infrastructures peut être observée sur les différentes représentations cartographiques du territoire : la carte de Cassini (XVIIIe siècle), la carte d'état-major (1820-1866) et les cartes ou photos aériennes de l'IGN pour la période actuelle (1950 à aujourd'hui).

### Habitat et logement
En 2018, le nombre total de logements dans la commune était de 132, alors qu'il était de 128 en 2013 et de 120 en 2008.
Parmi ces logements, 70,5 % étaient des résidences principales, 25,8 % des résidences secondaires et 3,7 % des logements vacants. Ces logements étaient pour 98,5 % d'entre eux des maisons individuelles et pour 0 % des appartements.
Le tableau ci-dessous présente la typologie des logements au Bois-Hellain en 2018 en comparaison avec celle de l'Eure et de la France entière. Une caractéristique marquante du parc de logements est ainsi une proportion de résidences secondaires et logements occasionnels (25,8 %), très  supérieure à celle du département (6,3 %) et à celle de la France entière (9,7 %). Concernant le statut d'occupation de ces logements, 91,2 % des habitants de la commune sont propriétaires de leur logement (83,7 % en 2013), contre 65,3 % pour l'Eure et 57,5 % pour la France entière.
| Typologie                                               | Le Bois-Hellain | Eure | France entière |
| ------------------------------------------------------- | --------------- | ---- | -------------- |
| Résidences principales (en %)                           | 70,5            | 85,4 | 82,1           |
| Résidences secondaires et logements occasionnels (en %) | 25,8            | 6,3  | 9,7            |
| Logements vacants (en %)                                | 3,7             | 8,3  | 8,2            |

## Toponymie
Le nom de la localité est attesté sous la forme Bosco Herlewini entre 1172 et 1182, Boishelain en 1793, Boishellain en 1801.
Littéralement « le bois de Herlewinus / Herluinus », nom de personne de type germanique qui se perpétue dans le nom de famille Hellouin. Le même anthroponyme se retrouve dans Le Bec-Hellouin et Hellenvilliers.

## Histoire
Le village a été fondé par les Normands après leur conversion. Un bois défriché par les soins d'un propriétaire semble le point de départ de la commune[réf. nécessaire].

## Politique et administration

### Rattachements administratifs et électoraux

#### Rattachements administratifs
La commune se trouve depuis 1926 dans l'arrondissement de Bernay du département de l'Eure.
Elle faisait partie depuis 1793 du canton de Cormeilles. Dans le cadre du redécoupage cantonal de 2014 en France, cette circonscription administrative territoriale a disparu, et le canton n'est plus qu'une circonscription électorale.

#### Rattachements électoraux
Pour les élections départementales, la commune fait partie depuis 2014 du canton de Beuzeville
Pour l'élection des députés, elle fait partie de la troisième circonscription de l'Eure.

### Intercommunalité
Le Bois-Hellain était membre de la petite communauté de communes du canton de Cormeilles, un établissement public de coopération intercommunale (EPCI) à fiscalité propre créé en 1996 et auquel la commune avait transféré un certain nombre de ses compétences, dans les conditions déterminées par le code général des collectivités territoriales.
Dans le cadre des dispositions de la loi portant nouvelle organisation territoriale de la République du 7 août 2015, qui prévoit que les établissements publics de coopération intercommunale (EPCI) à fiscalité propre doivent avoir un minimum de 15 000 habitants, cette intercommunalité a fusionné avec ses voisines e pour former, le 1er janvier 2017, la communauté de communes Lieuvin Pays d'Auge, dont est désormais membre la commune.

### Liste des maires
| Période                                  | Période                        | Identité         | Étiquette | Qualité                      |
| ---------------------------------------- | ------------------------------ | ---------------- | --------- | ---------------------------- |
| Les données manquantes sont à compléter. |                                |                  |           |                              |
| mars 2001                                | 2008                           | Julien Grieu     |           |                              |
| mars 2008                                | juillet 2023                   | Jérôme Jacques   | SE        | Agriculteur Mort en fonction |
| octobre 2023                             | En cours (au 30 novembre 2023) | Jean-Pierre Elou |           |                              |

## Démographie
L'évolution du nombre d'habitants est connue à travers les recensements de la population effectués dans la commune depuis 1793. Pour les communes de moins de 10 000 habitants, une enquête de recensement portant sur toute la population est réalisée tous les cinq ans, les populations de référence des années intermédiaires étant quant à elles estimées par interpolation ou extrapolation. Pour la commune, le premier recensement exhaustif entrant dans le cadre du nouveau dispositif a été réalisé en 2004.

En 2022, la commune comptait 210 habitants, en évolution de −9,09 % par rapport à 2016 (Eure : −0,25 %, France hors Mayotte : +2,11 %).
| 1793 | 1800 | 1806 | 1821 | 1831 | 1836 | 1841 | 1846 | 1851 |
| ---- | ---- | ---- | ---- | ---- | ---- | ---- | ---- | ---- |
| 516  | 494  | 518  | 504  | 436  | 402  | 392  | 379  | 360  |

| 1856 | 1861 | 1866 | 1872 | 1876 | 1881 | 1886 | 1891 | 1896 |
| ---- | ---- | ---- | ---- | ---- | ---- | ---- | ---- | ---- |
| 339  | 322  | 284  | 286  | 283  | 265  | 222  | 216  | 175  |

| 1901 | 1906 | 1911 | 1921 | 1926 | 1931 | 1936 | 1946 | 1954 |
| ---- | ---- | ---- | ---- | ---- | ---- | ---- | ---- | ---- |
| 167  | 161  | 147  | 144  | 152  | 147  | 134  | 115  | 117  |

| 1962 | 1968 | 1975 | 1982 | 1990 | 1999 | 2004 | 2006 | 2009 |
| ---- | ---- | ---- | ---- | ---- | ---- | ---- | ---- | ---- |
| 147  | 113  | 111  | 102  | 147  | 158  | 202  | 213  | 234  |

| 2014 | 2019 | 2022 | - | - | - | - | - | - |
| ---- | ---- | ---- | - | - | - | - | - | - |
| 230  | 215  | 210  | - | - | - | - | - | - |

## Culture locale et patrimoine

### Lieux et monuments
La commune du Bois-Hellain ne compte pas d'édifices inscrits ou classés au titre des monuments historiques. En revanche, plusieurs édifices sont inscrits à l'inventaire général du patrimoine culturel :
- L'église Notre-Dame (XIIIe et XIVe)[28] ;
- Deux croix de cimetière du XIXe siècle[29],[30] ;
- Le presbytère (XVIIIe)[31] ;
- Deux fermes du XVIIIe et du XIXe siècle[32],[33] ;
- Un manoir du XVIe et du XVIIe au lieu-dit la Tranchardière[34].

L'église paroissiale
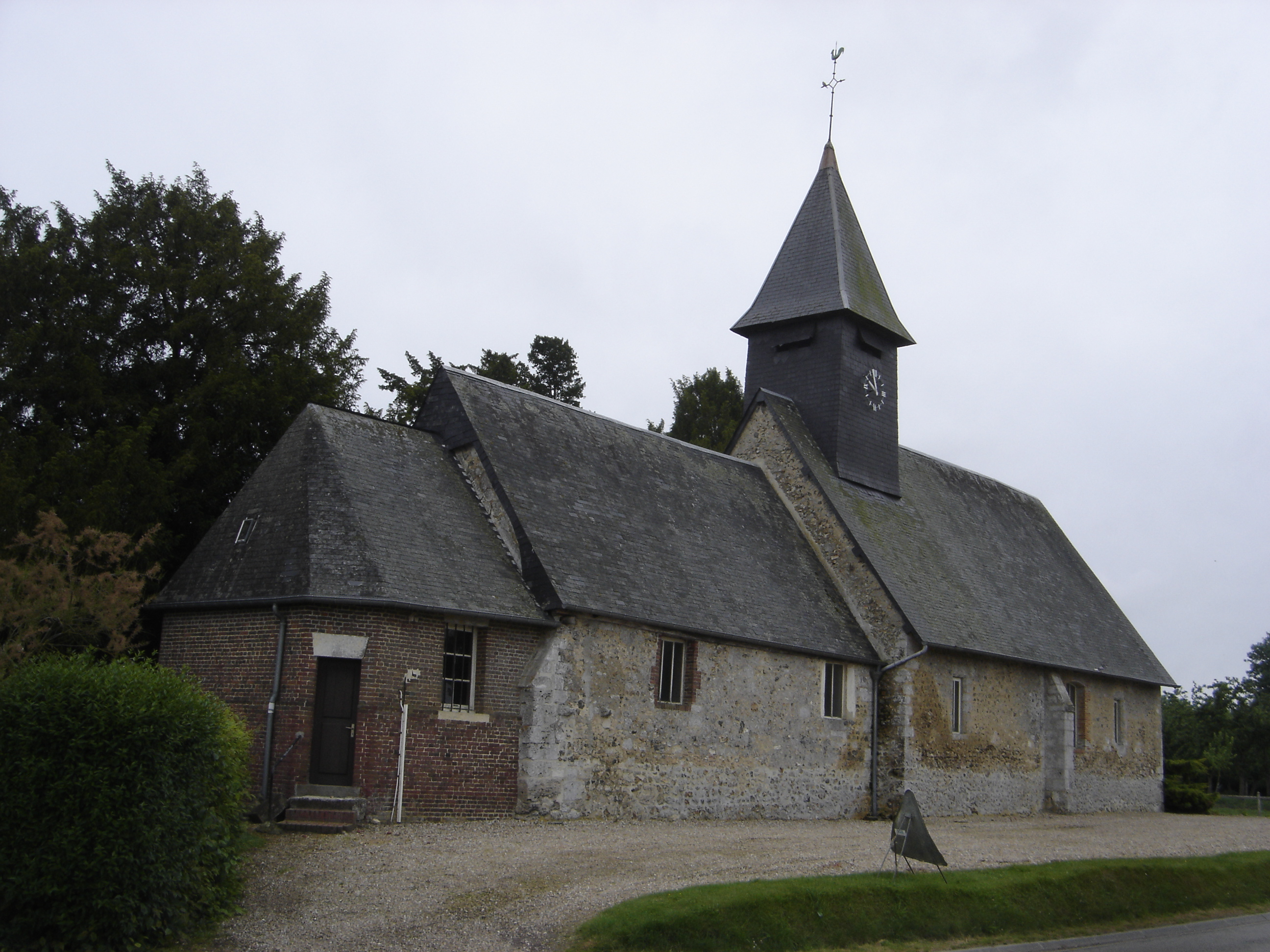
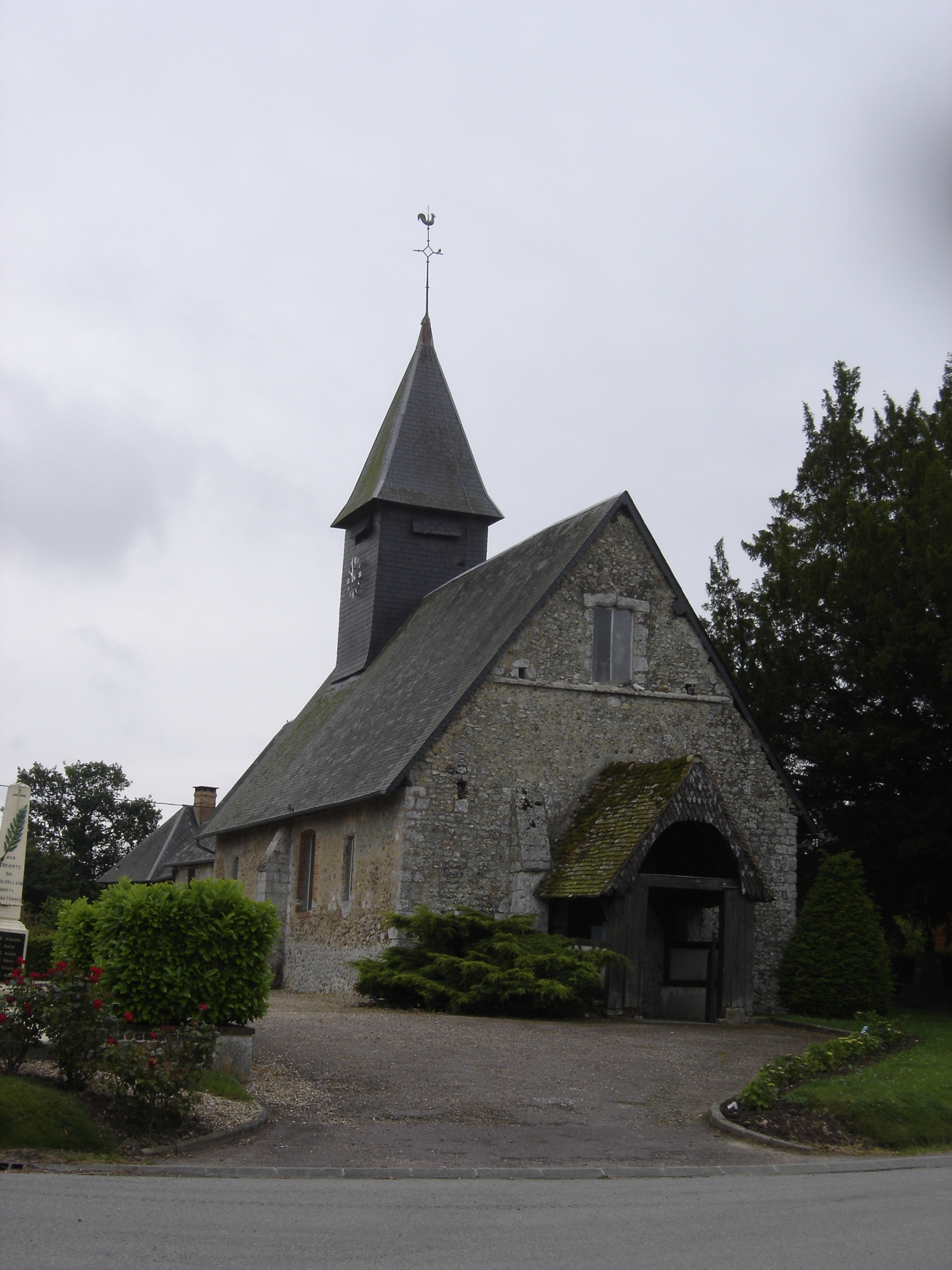

### Héraldique
| Blason de Le Bois-Hellain | Blason  | D'or à la hache de sable fendant une souche arrachée d'azur, accostée à dextre d'une étoile d'azur ; au chef de gueules au deux léopards d'or, armés et lampassés d'azur. |
| Blason de Le Bois-Hellain | Détails | Le village a été fondé par les Normands après leur conversion. Un bois défriché (représenté ici par la souche et la hache) par les soins d'un propriétaire semble le point de départ de la commune. L'étoile représente l'église dédiée à Notre-Dame. Les deux léopards d'or rappellent les armes de la Normandie. Création adoptée le 30 avril 2021. |

## Pour approfondir